# Alberto Armijo Pujol
Alberto Armijo Pujol   (Nicoya, 27 de setembre de 1926 - 9 d'agost de 2021) fou un futbolista costa-riqueny de la dècada de 1950.
Fou 16 cops internacional amb la selecció de Costa Rica.
Pel que fa a clubs, destacà a UCR, Sociedad Gimnástica Española de San José i Cartaginés.
També destacà jugant a basquetbol als clubs Seminario E.L. i Orión.